# ماركينيوس بارانا،
ماركينيوس بارانا، (بالبرتغالية: Marquinhos Paraná‏) (20 يوليو 1977 في ريسيفي في البرازيل – )؛ هو لاعب كرة قدم كان يلعب كلاعب وسط.

## وصلات خارجية
- ماركينيوس بارانا، على موقع رابطة كرة القدم اليابانية للمحترفين (اليابانية)
- ماركينيوس بارانا، على موقع قاعدة بيانات كرة القدم.إي يو (الإنجليزية)
- ماركينيوس بارانا، على موقع Soccerway.com (الإنجليزية)
- ماركينيوس بارانا، على موقع عالم كرة القدم.نت (الإنجليزية)